# العلاقات السنغافورية الغواتيمالية
العلاقات السنغافورية الغواتيمالية هي العلاقات الثنائية التي تجمع بين سنغافورة وغواتيمالا.

## مقارنة بين البلدين
هذه مقارنة عامة ومرجعية للدولتين:
| وجه المقارنة                                              | سنغافورة                                                             | غواتيمالا       |
| --------------------------------------------------------- | -------------------------------------------------------------------- | --------------- |
| المساحة (كم2)                                             | 719                                                                  | 108.89 ألف      |
| عدد السكان (نسمة)                                         | 5.89 مليون                                                           | 17.26 مليون     |
| الكثافة السكانية (ن./كم²)                                 | 819.19 ألف                                                           | 158.51          |
| العاصمة                                                   | سنغافورة                                                             | غواتيمالا       |
| اللغة الرسمية                                             | لغة إنجليزية، اللغة الملايو، اللغة الصينية القياسية، اللغة التاميلية | اللغة الإسبانية |
| العملة                                                    | دولار سنغافوري                                                       | كتزال غواتيمالي |
| الناتج المحلي الإجمالي (بليون دولار)                      | 323.91 مليار                                                         | 75.62 مليار     |
| الناتج المحلي الإجمالي (تعادل القوة الشرائية) بليون دولار | 472.59 مليار                                                         | 126.21 مليار    |
| الناتج المحلي الإجمالي الاسمي للفرد دولار أمريكي          | 52.89 ألف                                                            | 3.90 ألف        |
| الناتج المحلي الإجمالي للفرد دولار أمريكي                 | 82.76 ألف                                                            | 7.45 ألف        |
| مؤشر التنمية البشرية                                      | 0.925                                                                | 0.627           |
| رمز المكالمات الدولي                                      | +65                                                                  | +502            |
| رمز الإنترنت                                              | .sg                                                                  | .gt             |
| المنطقة الزمنية                                           | ت ع م+08:00، توقيت سنغافورة المنسق ‏                                  | 00              |

## منظمات دولية مشتركة
يشترك البلدان في عضوية مجموعة من المنظمات الدولية، منها:
| علم المنظمة | اسم المنظمة                               | تاريخ انضمام سنغافورة | تاريخ انضمام غواتيمالا |
| ----------- | ----------------------------------------- | --------------------- | ---------------------- |
|             | مؤسسة التنمية الدولية                     | 27 سبتمبر 2002        | 27 أبريل 1961          |
|             | يونسكو                                    | 8 أكتوبر 2007         | 2 يناير 1950           |
|             | وكالة ضمان الاستثمار متعدد الأطراف        | 24 فبراير 1998        | 11 يوليو 1996          |
|             | الأمم المتحدة                             | 21 سبتمبر 1965        | 21 نوفمبر 1945         |
|             | الاتحاد البريدي العالمي                   | ?                     | ?                      |
|             | البنك الدولي للإنشاء والتعمير             | 3 أغسطس 1966          | 28 ديسمبر 1945         |
|             | المنظمة الهيدروغرافية الدولية             | ?                     | ?                      |
|             | الاتحاد الدولي للاتصالات                  | 22 أكتوبر 1965        | 10 يوليو 1914          |
|             | منظمة حظر الأسلحة الكيميائية              | ?                     | ?                      |
|             | مؤسسة التمويل الدولية                     | 4 سبتمبر 1968         | 20 يوليو 1956          |
|             | المركز الدولي لتسوية المنازعات الاستشارية | 13 نوفمبر 1968        | 20 فبراير 2003         |
|             | منظمة التجارة العالمية                    | ?                     | ?                      |
|             | منظمة الشرطة الجنائية الدولية             | ?                     | ?                      |

## وصلات خارجية
- موقع وزارة الخارجية السنغافورية
- موقع وزارة الخارجية الغواتيمالية